# آزمون سنجش زبان فرانسوی
آزمون سنجش زبان فرانسوی  (اختصاری TEF) یک آزمون سنجش تسلط به زبان فرانسه برای افراد غیر بومی است. این آزمون برای سنجش مهارت‌های درک و بیان در زبان فرانسوی عمومی به کار می‌رود. نتایج بر پایهٔ سطوح چارچوب مشترک اروپایی مرجع برای زبان‌ها (اختصاری CECRL) رتبه‌بندی می‌شوند.
این آزمون از سه بخش اجباری و دو بخش اختیاری تشکیل شده است. بخش‌های درک نوشتاری، درک گفتاری، دستور زبان و واژگان اجباری هستند و باید همزمان با هم گرفته شوند. بخش‌های بیان نوشتاری و بیان گفتاری اختیاری هستند و می‌توان آن‌ها را جداگانه گرفت.
این آزمون در سال ۱۹۹۸ توسط مرکز زبان فرانسویِ اتاق بازرگانی و صنایع منطقهٔ پاریس-ایل-دو-فرانس ایجاد شد و در مناطق زیر به رسمیت شناخته می‌شود:
- در فرانسه، از سوی وزارت آموزش ملی و وزارت کشور (داخله، سرزمین‌های فرادریایی، مناطق شهری و مهاجرت)؛
- در کانادا، از سوی وزارت مهاجرت، پناهندگی و شهروندی کانادا (IRCC)؛
- در استان کبک، از سوی وزارت مهاجرت، فرانسوی‌سازی و ادغام (MIDI[۳]).

با توجه به نیازهای داوطلبان، TEF در چهار نسخهٔ گوناگون ارائه می‌شود:
- TEF کانادا[چ]
- TEF برای دسترسی به کبک[ح] (اختصاری TEFAQ)
- TEF برای شهروندی در فرانسه[خ]
- TEF برای تحصیل در فرانسه[د]

## TEF کانادا
TEF کانادا توسط وزارت مهاجرت، پناهندگی و شهروندی کانادا و همچنین وزارت مهاجرت، تنوع و ادغام استان کبک، برای تمام برنامه‌های مهاجرت اقتصادی که نیازمند یا پذیرای مدرک مهارت زبانی هستند، تعیین شده است. این آزمون برای همه افرادی که قصد مهاجرت بلندمدت به کانادا (فدرال) یا کبک، و اخذ شهروندی کانادا را دارند، در دسترس است.
TEF Canada چهار مهارت زبان فرانسوی را در دو زیربخش نوشتاری و گفتاری ارزیابی می‌کند:
- درک گفتاری: ۴۰ دقیقه – ۶۰ پرسش
- درک نوشتاری: ۶۰ دقیقه – ۵۰ پرسش
- بیان گفتاری: ۱۵ دقیقه – ۲ موضوع برای صحبت
- بیان نوشتاری: ۶۰ دقیقه – ۲ موضوع برای نوشتن

حداقل سطح مورد نیاز، سطح ۷ بر پایهٔ سطح‌بندی زبان‌های کانادایی (NCLC) (معادل سطح B2 در CECRL)^ است .

## TEF برای دسترسی به کبک
TEFAQ آزمون فرانسوی عمومی است که با هدف سنجش سطح دانش و مهارت‌های فرانسوی شفاهی (در درک گفتاری و بیان گفتاری) طراحی شده است. این نسخه از TEF توسط وزارت مهاجرت، تنوع و ادغام استان کبک در چارچوب درخواست رسمی مهاجرت به کبک به رسمیت شناخته می‌شود و برای افرادی است که قصد دارند بصورت بلندمدت به استان کبک مهاجرت کنند و شهروندی کانادا را به دست آورند.
به داوطلبان آزمون TEFAQ یک گزارش ارزیابی زبانی از سطح فرانسوی در بخش شفاهی (درک گفتاری و بیان گفتاری) ارائه می‌شود. داوطلبان می‌توانند برای بهبود امتیاز خود، مهارت‌های نوشتاری (درک نوشتاری و بیان نوشتاری) را نیز ارزیابی کنند. این آزمون، داوطلب را بر پایهٔ هفت سطحی که بر اساس سطوح CECRL و مقیاس کبکی سطوح مهارت در زبان فرانسوی برای مهاجران بزرگسال تعیین شده، جای می‌دهد.
حداقل سطح مورد نیاز، سطح B2 از CECRL است تا مطابق جدول زیر امتیاز بگیرد (بر پایهٔ مقررات تا ۱ اوت ۲۰۱۳):
متقاضی اصلی (Maximum = 16 امتیاز):
|              | A1 تا B1 | B2       | C1       | C2       |
| ------------ | -------- | -------- | -------- | -------- |
| درک گفتاری   | ۰ امتیاز | ۵ امتیاز | ۶ امتیاز | ۷ امتیاز |
| بیان گفتاری  | ۰ امتیاز | ۵ امتیاز | ۶ امتیاز | ۷ امتیاز |
| درک نوشتاری  | ۰ امتیاز | ۱ امتیاز | ۱ امتیاز | ۱ امتیاز |
| بیان نوشتاری | ۰ امتیاز | ۱ امتیاز | ۱ امتیاز | ۱ امتیاز |

همسر متقاضی اصلی (Maximum = 14 امتیاز):
|             | A1 تا B1 | B2       | C1       | C2       |
| ----------- | -------- | -------- | -------- | -------- |
| درک گفتاری  | ۰ امتیاز | ۵ امتیاز | ۶ امتیاز | ۷ امتیاز |
| بیان گفتاری | ۰ امتیاز | ۵ امتیاز | ۶ امتیاز | ۷ امتیاز |

برخی روزنامه‌نگاران و چهره‌های سیاسی کبک از TEFAQ انتقاد کرده‌اند که با واقعیت‌های فرهنگی کبک انطباق کافی ندارد و ممکن است فرصت مهاجرت به کبک را از کسانی بگیرد که زبان فرانسوی را از طریق دوستان یا نزدیکان مقیم کبک آموخته‌اند. به نوشتهٔ روزنامهٔ لو دووار، «لهجهٔ آزمون فرانسوی (اروپایی) است، برخی گزینه‌های پاسخ به‌طور غیرضروری مبهم هستند و موفقیت در آن به عوامل گوناگونی فراتر از مهارت زبانی وابسته است.».

## TEF برای شهروندی در فرانسه
TEF برای شهروندی در فرانسه توسط وزارت کشور فرانسه (داخله، سرزمین‌های فرادریایی، مناطق شهری و مهاجرت) تعیین شده است تا سطح زبان فرانسوی متقاضیان را در روند درخواست تابعیت ارزیابی کند. این نسخه برای افرادی تهیه شده است که قصد دریافت ملیت فرانسوی را دارد.
TEF برای شهروندی، سطح زبان فرانسوی داوطلب را در بخش شفاهی (درک گفتاری و بیان گفتاری) می‌سنجد. این آزمون، داوطلب را بر پایهٔ هفت سطح تعریف‌شده در CECRL جای می‌دهد. حداقل سطح B1 از CECRL الزامی است.

## TEF برای تحصیل در فرانسه
TEF برای تحصیل در فرانسه از سال ۲۰۱۲ رسماً توسط وزارت آموزش عالی و پژوهش فرانسه و برای نخستین ثبت‌نام در دوره‌های کارشناسی دانشگاه‌های فرانسه پذیرفته شده است. این نسخه برای همهٔ دانشجویان خارجی است که متقاضی نخستین ثبت‌نام در سال اول کارشناسی در یکی از دانشگاه‌های فرانسه هستند.
مهارت‌های مورد سنجش:
1. درک گفتاری: ۴۰ دقیقه – ۶۰ پرسش
2. درک نوشتاری: ۶۰ دقیقه – ۵۰ پرسش
3. بیان نوشتاری: ۶۰ دقیقه – ۲ موضوع نوشتاری
4. واژگان و ساختار: ۳۰ دقیقه – ۴۰ پرسش

داوطلبان باید در بخش‌های شفاهی و نوشتاری آزمون TEF شرکت کنند و دست‌کم نمرهٔ ۱۴ از ۲۰ را در بیان نوشتاری به دست آورند.